# Kazuárfélék

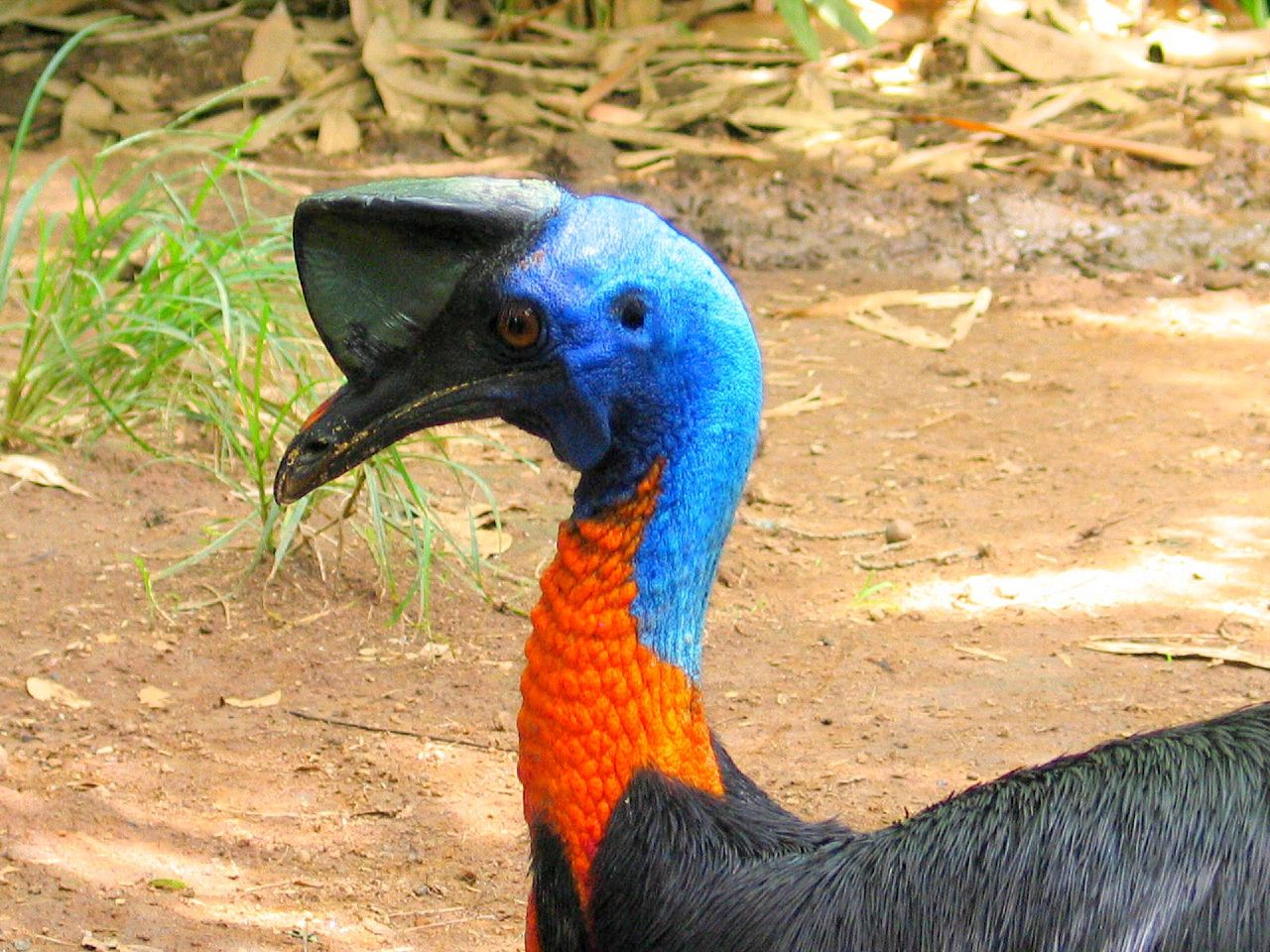
Északi kazuár (Casuarius unappendiculatus)

A kazuárfélék (Casuariidae) a struccalakúak (Struthioniformes) rendjébe tartozó madárcsalád.
Egyes rendszertanászok ide sorolják az emufélék (Dromaiidae) családját is Dromaiinae alcsaládként.
A sisakos kazuár a harmadik legmagasabb és a második legnagyobb tömegű élő madár, csak a strucc és az emu magasabb nála.

## Elterjedésük, élőhelyük
A kazuárfélék Észak-Ausztráliában, Új-Guineán és a környező szigeteken élnek.

## Megjelenésük
Nyakuk csupasz, és élénk színekben pompázik, fejükön búbot, úgynevezett sisakot viselnek. Sisakjukról megállapítható, hogy hány évesek.
Lábaik a többi, nyílt terepen élő futómadárénál rövidebbek, de igen erősek. Lábukon három ujj van; nagyot rúgva, a belső ujj erős karmával hatékonyan védekezhetnek.
Szárnyaik teljesen elkorcsosultak; tollcsévéik lecsupaszodtak, hogy ne akadjanak bele az aljnövényzetbe. Tollazatuk a testükön fekete; csupasz nyakukon élénk vörös és kék, sőt, sárga és bíbor szín is előfordul. A tyúkok és a kakasok meglehetősen hasonlóak, de a tyúkok jóval testesebbek.
Csibéik csíkosak.

## Életmódjuk
A futómadár-szabásúak (Palaeognathae) közül csak a kazuárok alkalmazkodtak az erdei életmódhoz: a trópusi esőerdőkben élnek. Sisakjuk az ágaktól és az aljnövényzettől védi fejüket.
Többnyire magányosan élnek. Táplálékuk főként gyümölcsökből áll, de szinte minden faj mindenevő, esznek növényi részeket, gombákat, gerincteleneket és kisebb gerinceseket – ezeket az erdei aljnövényzetben keresik meg. Félénk madarak, de ha megzavarják őket, képesek halálos sérüléseket okozni például kutyának vagy embereknek.

### Szaporodásuk
A fészekalj 3–8 tojásból áll. Jellemzően a kakasok kotlanak (50–52 napig), a tyúkok csak ritkán vesznek részt a költésben, majd a gyereknevelésben. A fiókákat is a hímek gondozzák mintegy 9 hónapig, megvédve őket a ragadozóktól és egyéb veszélyektől. A fiatalok tollazata kb. 3 év alatt nő ki teljesen.

## Rendszerezésük
A családba egy nem tartozik és 4 fajjal, amelyek közül egy kihalt:
- Casuarius Brisson, 1760 – 4 faj
  - sisakos kazuár vagy déli kazuár (Casuarius casuarius)
  - Bennett-kazuár (Casuarius bennetti)
  - északi kazuár (Casuarius unappendiculatus)
  - Casuarius lydekki – kihalt faj

## Fordítás
- Ez a szócikk részben vagy egészben  a   Cassowary című angol Wikipédia-szócikk fordításán alapul.  Az eredeti cikk szerkesztőit annak laptörténete sorolja fel. Ez a jelzés csupán a megfogalmazás eredetét és a szerzői jogokat jelzi, nem szolgál a cikkben szereplő információk forrásmegjelöléseként.